# Львовский польский говор
Льво́вский по́льский го́вор (гва́ра льво́вска, пол. gwara lwowska, укр. львівська ґвара) — региональный городской говор польского языка, распространённый среди жителей Львова. Его часто путают с так называемым «балаком» «батяров» (жаргоном уличных хулиганов Львова), с которым у него было, однако, много общего.
Львовский польский говор возник во второй половине XIX века, когда польский субстрат испытал сильное влияние (в основном в лексике) со стороны немецкого языка (szpilać, sztajgować, tryngeld, waserwaga, zicher), идиша (szac, myszygine), украинского (hreczka, makitra, zahałom), русского (blatować, pacan, sztany, zerkało) и чешского языков (masny). Львовский говор имел связи с другими галицкими говорами польского языка и краковским говором. После 1945 года и массовой репатриации польских жителей Львова в Польшу говор постепенно стал выходить из употребления в самом Львове, но употреблялся репатриантами в западных районах Польши. В современном польском языке львовская гвара употребляется в стилистических целях в литературе и комедийных представлениях.
Некоторые слова львовского говора вошли в польский литературный язык (besztać, durszlak, sztyblet), польский уголовный жаргон и другие региональные говоры. Львовский говор использовали такие деятели польской культуры, как Анджей Хцюк, Витольд Шольгиня (автор книг и радиопьес о Львове), Марьян Хемар (польский поэт, сатирик, комедист, автор песен), Адам Холлянек (польский писатель-фантаст и публицист), радиоведущие довоенного польскоязычного львовского радио — Щепчо и Тоньчо.
Львовский говор используется в фельетонах львовской газеты («Gazety Lwowskiej»), а также среди части поляков, в особенности пожилых; в то же время в польской львовской речи ощутимы влияния украинского и русского языков — в морфологии, лексике, грамматике и во всех полных и частичных системах языка.